# Яготинское хлебоприёмное предприятие
Яготинское хлебоприёмное предприятие (укр. Яготинське хлібоприймальне підприємство) — предприятие пищевой промышленности в городе Яготин Яготинского района Киевской области.

## История
Линейный элеватор в Яготине был построен в 1981 году возле железнодорожной станции Юго-Западной железной дороги.
После провозглашения независимости Украины ХПП перешёл в ведение министерства сельского хозяйства и продовольствия Украины.
В марте 1995 года Верховная Рада Украины внесла ХПП в перечень предприятий, приватизация которых запрещена в связи с их общегосударственным значением.
После создания в августе 1996 года государственной акционерной компании "Хлеб Украины" ХПП стало дочерним предприятием ГАК "Хлеб Украины", в дальнейшем государственное предприятие было преобразовано в арендное предприятие.
В ноябре 1997 года Кабинет министров Украины принял решение о приватизации ХПП в первом полугодии 1998 года, после чего арендное предприятие было преобразовано в открытое акционерное общество. В дальнейшем, хлебоприёмное предприятие было реорганизовано в общество с ограниченной ответственностью.
4 февраля 2016 года по ходатайству Главного управления национальной полиции в Киеве в связи с расследованием фактов незаконного вывода активов из компании "Креатив", а также фактов фальсификации финансовой документации Голосеевский районный суд Киева вынес решение об аресте активов ХПП, 16 марта 2016 года апелляционный суд Киева отменил это решение.

## Современное состояние
Основными функциями предприятия являются хранение, очистка, сушка и отгрузка зерновых, зернобобовых и масличных культур (пшеницы, кукурузы, сои, семян подсолнечника и др.).
Общая ёмкость ХПП составляет 52,3 тыс. тонн (в том числе элеваторная в бетонных силосах - 35,2 тыс. тонн и складская в напольных складах - 17,1 тыс. тонн).